# ソフィー・ウィルメス
ソフィー・ウィルメス（フランス語：Sophie Wilmès、1975年1月15日 - ）は、ベルギーの政治家。第70代ベルギー首相、第57代外務大臣を務めた。改革運動（ワロン系自由党）所属。
女性として初めて、ベルギーの首相に就任した。

## 経歴
1975年1月15日にブリュッセル首都圏地域のイクセルに誕生する。母方はユダヤ人であった。ワロン地域のグレ＝ドワソーで育ち、ブリュッセルのサン＝ルイ大学で応用通信と財務管理の学位を取得した。大学卒業後にファイナンシャル・アドバイザーとして法律事務所に勤務した。
2000年にイクル市議会に当選した。2007年から2014年まで、フランデレン地域シント＝ヘネシウス＝ローデの財務・予算・フランコフォニー・教育・通信・地場産業担当第一議員。2014年から2015年までブラバント州議会議員。2014年に下院議員に初当選した。
2015年9月に第1次ミシェル内閣のエルヴェ・ジャマール予算大臣がリエージュ州知事に当選すると、その後任に抜擢された。2018年12月に発足した第2次ミシェル内閣では、予算・市民サービス・国営宝くじ・科学政策大臣に任命された。2019年10月27日にミシェルの後任として首相に就任した。暫定的な意味合いの強い政権ではあったが、これが同国初の女性首相であった。2020年3月16日に国王フィリップより正式な政権の組閣を要請された。翌17日に新政権が発足したが、ベルギーは新型コロナウイルス感染症の流行に対応するため議会での演説は各党の代表者10人のみが出席を許され、残りの議員はライブ中継で演説を見守るという措置が取られた。
2020年10月1日に首相を退任した。後任は政権下で副首相兼財務担当相を務めたアレクサンダー・デ・クロー。新政権では外務大臣に就任した。2022年4月21日、悪性脳腫瘍を患う夫を介護するため外相を一時的に辞任し、デ・クロー首相が代行。7月14日に正式に外相から辞任すると表明し、翌15日に元ベルギー公共放送局RTBFのアジャ・ラビブが新外相に就任し、ウィルメスは退任した。

## 人物
2009年5月、オーストラリア人のクリストファー・ストーンと結婚した。ヴィクトリア、シャルロット（シャーロット）、エリザベート（エリザベス）の3女がいる。また、ストーンの前妻とのあいだに1子、ジョナサン（ジョナタン）がいる。